# کتاب منبع

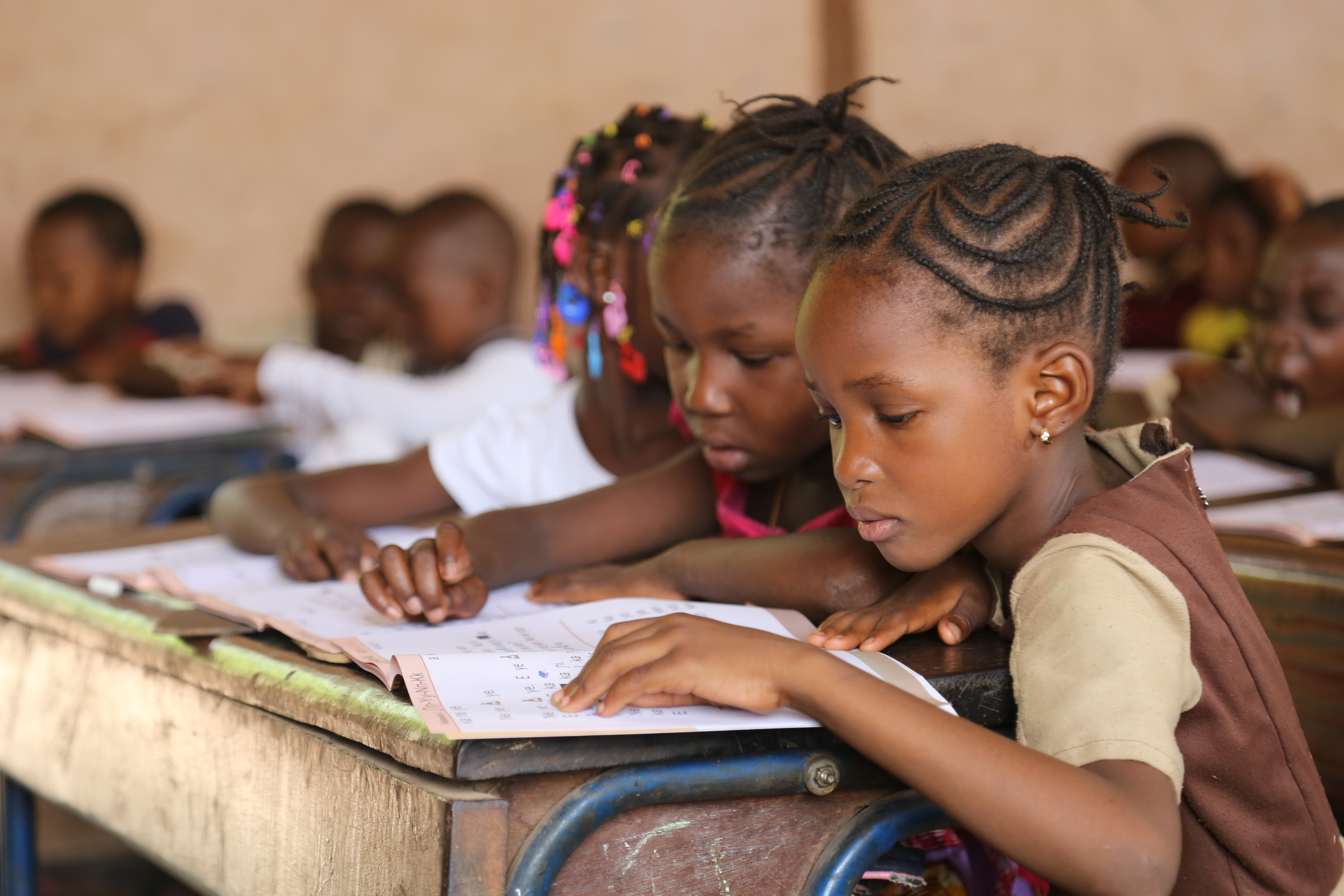
کودکانی در حال استفاده از کتاب های منبع.

کتاب‌های منبع (به انگلیسی: Workbook) در سیستم آموزش و پرورش آمریکا؛ کتاب‌های درسی کاغذی صادر شده به دانش آموزان است. کتاب‌های منبع که معمولاً با پرسش‌ها پر شده‌اند؛ جایی که پاسخ‌ها به طور مستقیم در کتاب نوشته شده‌اند. کتاب‌های منبع اغلب در مدارس برای دانش آموزان جوان‌تر، چه در مدارس متوسطه یا مدرسه ابتدایی به کار گرفته می‌شوند. آنها علاقه‌مند شده‌اند زیرا دانش اموزان می‌توانند مستقیماً در کتاب خود کار کنند
. همچنین نیازی به برگه و کپی کردن سوالات از کتاب درسی ندارند. در صنعت آنها ممکن است ازدستورالعمل‌هایی استفاده کنند که ممکن است برای کمک به فراهم آوردن دستورالعملهایی برای یک مشکل پیچیده متفاوت کمک می‌کنند.
کتابهای منبع یک مزیت دارند زیرا آنها معمولاً کوچکتر و سبکتر از کتاب‌های درسی هستند که برابر با مشکل کمتری است که دانش آموز برای کامل کردن مشق شبشان کتاب را به خانه می‌آورد.
کلمه کتاب منبع همچنین برای توصیف تلفیق سوالاتی که خواننده برای کامل کردن کار در هنگام برخورد با ریاضات سطح بالاتر نیاز دارد.
اخیراً کتابهای منبع الکترونیکی مجوز یادگیری تعاملی و سفاری دارند. چنین کتابهایی ممکن است بر روی کامپیوتر، لپ تاپ، آیپد و ممکن است مبتنی بر وب به کار برده شوند.